# گودرز افتخار جهرمی
گودرز افتخار جهرمی (متولد ۱۳۲۲ در جهرم) حقوقدان ایرانی، وکیل دادگستری، عضو هیئت علمی دانشگاه، رئیس سابق دانشکدهٔ حقوق دانشگاه شهید بهشتی، رئیس چندین دوره کانون وکلای دادگستری مرکز، عضو اسبق شورای نگهبان و نماینده مدیران مسئول مطبوعات در هیئت نظارت بر مطبوعات در پنج دوره می‌باشد.

## سوابق کاری
گودرز افتخار جهرمی از ابتدای انقلاب اسلامی دارای مسئولیت‌های متعددی بوده‌است به نحوی که زمانی در مجله طنز گل‌آقا به وی لقب ابوالمشاغل داده شد.
برخی از این مسیولیت‌ها عبارت‌اند از:
- استاد دانشکده حقوق دانشگاه شهید بهشتی
- رئیس دانشکده حقوق دانشگاه شهید بهشتی از سال ۱۳۵۸ تا ۱۳۹۰ (۳۲ سال به صورت متوالی)
- عضو شورای نگهبان (در دوره‌های اول و سوم و به عنوان یکی از شش حقوقدان)
- نماینده مدیران مسؤول مطبوعات در هیئت نظارت بر مطبوعات در ۵ دوره ۲ ساله تا سال ۱۳۸۱
- سرپرست دفتر خدمات حقوقی بین‌المللی نهاد ریاست جمهوری[۱۰]
- عضو انجمن حقوق جزا
- عضو انجمن حقوق بین‌الملل
- عضو هیئت مدیره کانون وکلا دادگستری مرکز
- مدیر گروه رشته حقوق خصوصی دانشگاه آزاد اسلامی. واحد علوم و تحقیقات تهران
- عضو هیئت تحریریه فصلنامه علمی تخصصی دانشنامهٔ حقوقی.[۱۱]
- گودرز افتخار جهرمی، راهنمایی و مشاور بیش از دویست پایان‌نامه در مقطع کارشناسی ارشد و دکتری بوده‌است که می‌توان به پایان‌نامه‌های آقایان سید حسن وحدتی شبیری، جلیل مالکی، سید مهدی دادمرزی، محمد ساردویی، دکتر حسن آقایی فر، پرویز ساورایی، بهروز فتاحی، محبوبه مینا (استاد بخش حقوق خصوصی دانشگاه شیراز)، علی تجری، محسن خدمتگزار و… اشاره نمود.

## عضو شورای نگهبان قانون اساسی
گودرز افتخار جهرمی، اگرچه در تدوین قانون اساسی جمهوری اسلامی دستی نداشت، اما در محافظت از آن ۲۰ سال از زندگی خود را گذاشت. در دوره اول و سوم شورای نگهبان قانون اساسی عضو بوده‌است و خود می‌گوید در آن دوره‌ها از محضر بزرگانی چون مهدوی کنی، یوسف صانعی و صافی گلپایگانی که به عنوان فقیه عضو شورای نگهبان بودند استفاده‌های فراوان نموده‌است.

## ریاست ۳۲ ساله بر دانشکده حقوق دانشگاه شهید بهشتی
گودرز افتخار جهرمی از سال ۱۳۵۸ رئیس دانشکده حقوق دانشگاه شهید بهشتی شد و تا ۱۵ دی ۱۳۹۰ رئیس این دانشکده بود. در پرتو این سال‌ها چندین نسل حقوق‌دان تربیت شد؛ نخستین کرسی صلح، حقوق بشر و دموکراسی یونسکو در خاورمیانه تأسیس شد و گروه‌های حقوق عمومی، حقوق جزا و حقوق بشر این دانشکده از رقبای خود در دانشگاه تهران پیشی گرفتند. تشکل‌ها به آن صورت فعال نبودند و صدای اعتراضات سیاسی هم کمتر از این دانشکده شنیده می‌شد چون افتخار جهرمی به قول یکی از اساتید دانشکده حقوق مُصِر بود «برای یک پشه توپ در نکند» و محیط علمی دانشکده را از دست ندهد تا جو سیاسی به آن بدهد.

## رد صلاحیت در انتخابات وکلا و برکناری از ریاست دانشکده حقوق
افتخار جهرمی در تیرماه ۱۳۸۸ و پس از انتخابات جنجال‌برانگیز ریاست جمهوری به پیشنهاد بیژن نامدار زنگنه و عباس آخوندی به‌عنوان یکی از معتمدین نظام و رهبر جمهوری اسلامی در کنار پنج سیاستمدار اصولگرای منتخب شورای نگهبان یعنی؛ علی‌اکبر ولایتی، غلامعلی حداد عادل، قربانعلی دری نجف آبادی، سید محمدحسن ابوترابی فرد و محمدحسن رحیمیان به عنوان یکی از اعضای هیئت ویژه رسیدگی به شکایت نامزدها منصوب شد. چندی بعد در انتخابات هیئت مدیره کانون وکلای دادگستری رد صلاحیت شد تا برخی گمانه‌زنی‌ها دلیل این رد صلاحیت را با نحوه فعالیت وی در این دوره مرتبط بدانند. هرچند بعد از اعتراض صلاحیتش تأیید شد ولی از نامزدی در هیئت مدیره انصراف داد. در سال ۱۳۹۰ به علت اختلاف با رئیس دانشگاه از ریاست دانشکده کنار رفت.
در اسفندماه همان سال که برای آخرین بار نامزد هیئت مدیره کانون دادگستری مرکز شده بود با بالغ بر ۲۵۰۰ رأی (تاکنون هیچ نامزدی چنین رأی بالایی نداشته‌است) نفر اول شد و بمدت ۲ سال رئیس کانون وکلای دادگستری مرکز بود

## سوابق تحصیلی
- اخذ مدرک دیپلم ریاضی از دبیرستان خواجه نصیر جهرم.
- اخذ مدرک لیسانس حقوق از دانشگاه تهران، ۱۳۴۵
- اخذ مدرک فوق لیسانس حقوق تجارت و فوق لیسانس تاریخ حقوق از دانشکده حقوق پاریس، ۱۳۵۱
- اخذ مدرک دکترای تخصصی حقوق و اقتصاد کشورهای اسلامی، ۱۳۵۳ و اخذ مدرک دکترای دولتی حقوق خصوصی از دانشکده حقوق پاریس، ۱۳۵۶